# Боратинська сільська територіальна громада
Боратинська сільська територіальна громада — територіальна громада в Україні, в Луцькому районі Волинської області. Адміністративний центр — село Боратин. Площа громади — 282 км². Населення станом на 2024 рік становить 20 051 осіб.
Утворена 5 липня 2017 року шляхом об'єднання Баївської, Боратинської та Промінської сільських рад Луцького району.
19 липня 2020 року, в результаті адміністративно-територіальної реформи та ліквідації  Луцького району(1940—2020), громада увійшла до складу новоутвореного Луцького району.

## Населені пункти
До складу громади входять 24 села: Баїв, Баківці, Боратин, Вербаїв, Вікторяни, Гірка Полонка, Голишів, Городище, Коршів, Коршовець, Лаврів, Лучиці, Мстишин, Новостав, Оздів, Озеряни, Полонка, Промінь, Радомишль, Ратнів, Рованці, Романівка, Суховоля та Цеперів.